# Сучисо Нуово (Ређо Емилија)
Сучисо Нуово је насеље у Италији у округу Ређо Емилија, региону Емилија-Ромања.
Према процени из 2011. у насељу је живело 118 становника. Насеље се налази на надморској висини од 977 м.